# PGA Tour 2015
Navigation
Édition précédente Édition suivante
Le circuit de la PGA 2015 est le circuit nord-américain de golf qui se déroule sur l'année 2015. L’événement est organisé par la Professional Golfers' Association of America (PGA) dont la plupart des tournois se tiennent aux États-Unis. Le PGA est étalé sur 2 années entre les mois d'octobre 2014 et septembre 2015.

## Tournois
| Dates                     | Tournoi                               | Lieu                 | Vainqueur                    | Points |
| ------------------------- | ------------------------------------- | -------------------- | ---------------------------- | ------ |
| 9 au 12 octobre           | Frys.com Open                         | Californie           | Sang Moon Bae                | 36     |
| 14 au 15 octobre          | PGA Grand Slam                        | Bermudes             | Martin Kaymer                | 0      |
| 16 au 19 octobre          | Shriners Hospitals for Children Open  | Nevada               | Ben Martin                   | 36     |
| 23 au 26 octobre          | McGladrey Classic                     | Géorgie              | Robert Streb                 | 32     |
| 30 octobre au 2 novembre  | CIMB Classic                          | Malaisie             | Ryan Moore                   | 42     |
| 6 au 9 novembre           | Sanderson Farms Championship          | Mississippi          | Nick Taylor                  | 24     |
| 6 au 9 novembre           | WGC-HSBC Champions                    | Chine                | Bubba Watson                 | 68     |
| 13 au 16 novembre         | OHL Classic at Riviera Maya           | Mexique              | Charley Hoffman              | 24     |
| 5 au 8 décembre           | Hero World Challenge                  | Floride              | Jordan Spieth                | 46     |
| 11 au 13 décembre         | Franklin Templeton Shootout           | Floride              | Jason Day & Cameron Tringale |        |
| 9 au 12 janvier           | Hyundai Tournament of Champions       | Hawaii               | Patrick Reed                 | 46     |
| 15 au 18 janvier          | Sony Open in Hawaii                   | Hawaii               | Jimmy Walker                 | 46     |
| 22 au 25 janvier          | Humana Challenge                      | Californie           | Bill Haas                    | 46     |
| 29 janvier au 1er février | Waste Management Phoenix Open         | Arizona              | Brooks Koepka                | 54     |
| 5 au 8 février            | Farmers Insurance Open                | Californie           | Jason Day                    | 52     |
| 12 au 15 février          | AT&T Pro-Am                           | Californie           | Brandt Snedeker              | 46     |
| 19 au 22 février          | Northern Trust Open                   | Californie           | James Hahn                   | 54     |
| 26 février au 1er mars    | The Honda Classic                     | Floride              | Padraig Harrington           | 60     |
| 5 au 8 mars               | Open de Porto Rico                    | Porto Rico           | Alex Cejka                   | 24     |
| 5 au 8 mars               | WGC-Cadillac Championship             | Floride              | Dustin Johnson               | 76     |
| 12 au 15 mars             | Valspar Championship                  | Floride              | Jordan Spieth                | 52     |
| 19 au 22 mars             | Arnold Palmer Invitational            | Floride              | Matt Every                   | 62     |
| 26 au 29 mars             | Valero Texas Open                     | Texas                | Jimmy Walker                 | 52     |
| 2 au 5 avril              | Shell Houston Open                    | Texas                | J. B. Holmes                 | 54     |
| 9 au 12 avril             | Masters de golf                       | Géorgie              | Jordan Spieth                | 100    |
| 16 au 19 avril            | RBC Heritage                          | Caroline du Sud      | Jim Furyk                    | 52     |
| 23 au 26 avril            | Zurich Classic of New Orleans         | Louisiane            | Justin Rose                  | 40     |
| 29 avril au 3 mai         | Championnat du monde de match-play    | Arizona              | Rory McIlroy                 | 76     |
| 7 au 10 mai               | The Players Championship              | Floride              | Rickie Fowler                | 80     |
| 14 au 17 mai              | Wells Fargo Championship              | Caroline du Nord     | Rory McIlroy                 | 52     |
| 21 au 24 mai              | Crowne Plaza Invitational at Colonial | Texas                | Chris Kirk                   | 48     |
| 28 au 31 mai              | AT&T Byron Nelson Championship        | Texas                | Steven Bowditch              | 46     |
| 4 au 7 juin               | Memorial Tournament                   | Ohio                 | David Lingmerth              | 60     |
| 11 au 14 juin             | FedEx St. Jude Classic                | Tennessee            | Fabian Gomez                 | 34     |
| 18 au 21 juin             | US Open de golf                       | Caroline du Nord     | Jordan Spieth                | 100    |
| 25 au 28 juin             | Travelers Championship                | Connecticut          | Bubba Watson                 | 46     |
| 29 au 30 juin             | CVS Caremark Charity Classic          | Rhode Island         | Keegan Bradley & Jon Curran  |        |
| 2 au 5 juillet            | Greenbrier Classic                    | Virginie-Occidentale | Danny Lee (en)               | 40     |
| 9 au 12 juillet           | John Deere Classic                    | Illinois             | Jordan Spieth                | 30     |
| 16 au 19 juin             | Barbasol Championship                 | Alabama              | Scott Piercy                 | 24     |
| 16 au 19 juillet          | The Open Championship                 | Angleterre           | Zach Johnson                 | 100    |
| 23 au 26 juillet          | Canadian Open                         | Québec               | Jason Day                    | 40     |
| 30 juillet au 2 août      | Quicken Loans National                | Virginie             | Troy Merritt                 | 34     |
| 6 au 9 août               | Barracuda Championship                | Nevada               | J.J. Henry                   | 24     |
| 6 au 9 août               | WGC-Bridgestone Invitational          | Ohio                 | Shane Lowry                  | 74     |
| 13 au 16 août             | Championnat de la PGA                 | Wisconsin            | Jason Day                    | 100    |
| 20 au 23 août             | Wyndham Championship                  | Caroline du Nord     | Davis Love III               | 40     |
| 27 au 30 août             | The Barclays                          | New Jersey           | Jason Day                    | 72     |
| 4 au 7 septembre          | Deutsche Bank Championship            | Massachusetts        | Rickie Fowler                | 72     |
| 17 au 20 septembre        | Championnat BMW                       | Colorado             | Jason Day                    | 72     |
| 24 au 27 septembre        | The Tour Championship                 | Géorgie              | Jordan Spieth                | 58     |
| 8 au 11 octobre           | Presidents Cup                        | Corée                | États-Unis                   |        |